# Oswald Turnbull
Oswald Graham Noel Turnbull (Highgate, London, 1890. december 23. – Whitby, North Yorkshire, 1970. december 17.) olimpiai bajnok brit teniszező.

## Pályafutása
Egy aranyérmet szerzett az Antwerpenban rendezett, 1920. évi nyári olimpiai játékokon. A páros versenyben Max Woosnam társaként lett bajnok.  